# Anisodactylus texanus
Anisodactylus texanus är en skalbaggsart som beskrevs av Schaeffer. Anisodactylus texanus ingår i släktet Anisodactylus och familjen jordlöpare. Inga underarter finns listade i Catalogue of Life.